# Les Lock
Leslie "Les" Percival Lock (3 de junho de 1929 — 21 de janeiro de 2003) foi um ciclista de pista australiano. Foi medalhista de prata e de bronze nos Jogos do Império Britânico de 1950.